# Castello di Vufflens

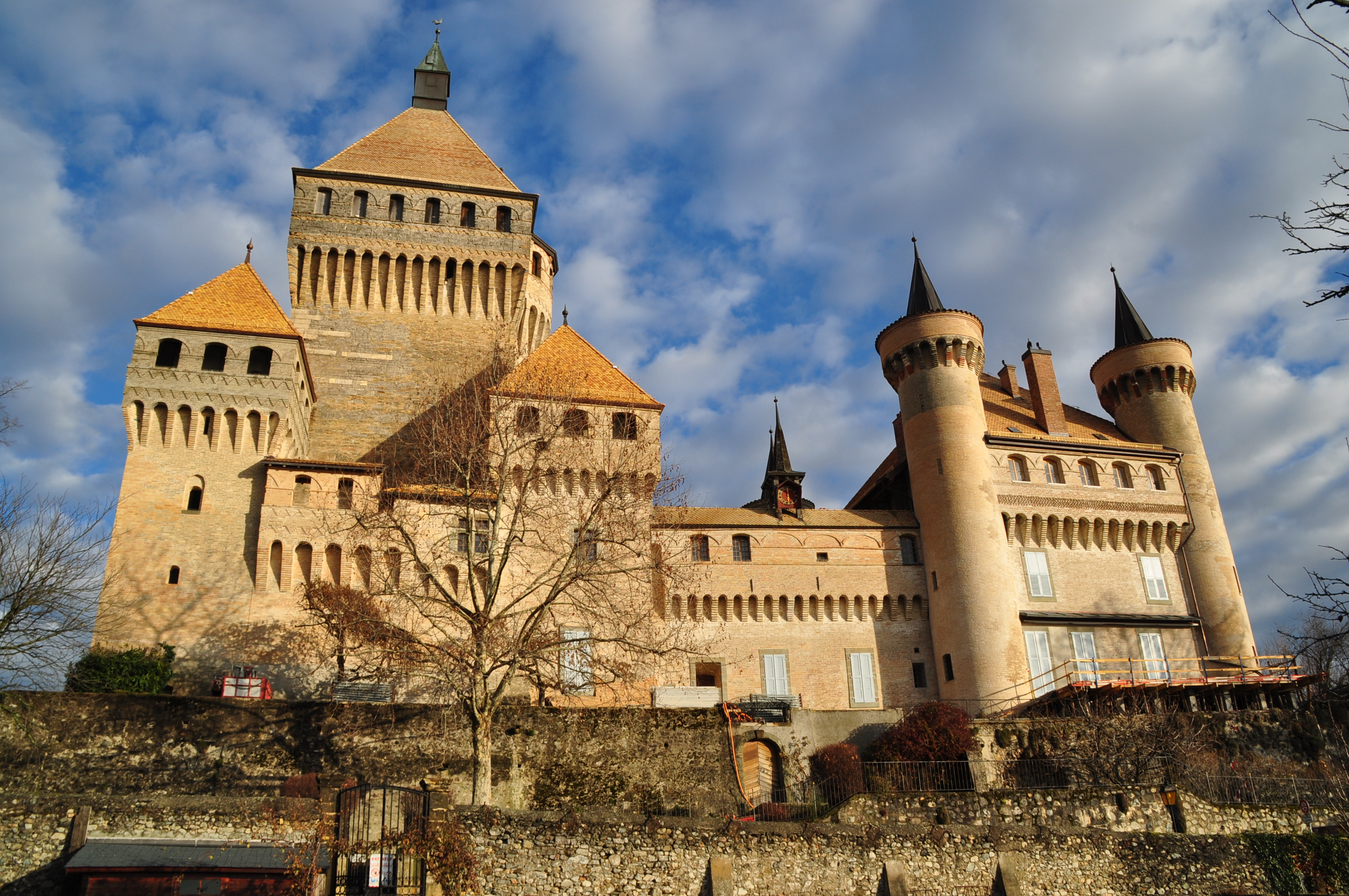
Veduta

Il castello di Vufflens (in francese Château de Vufflens) si trova nel comune di Vufflens-le-Château, Canton Vaud, Svizzera. Si tratta di un bene culturale d'importanza nazionale, la cui costruzione avvenne tra 1395 e 1420.